# ROH World Championship
Le ROH World Championship est un titre mondial de catch, actuellement utilisé à la fédération Ring of Honor. Il a été créé par la ROH en 2002. À l'heure actuelle, le titre connait 25 règnes pour un total de 21 champions et a été vacant à une reprise.

## Histoire
Low Ki défait Brian Kendrick, Christopher Daniels, et Doug Williams dans un 60 Minute Iron Man match pour devenir le premier ROH Champion à Crowning a Champion le 27 juillet 2002.
Samoa Joe a eu le plus long règne à ce jour, règne qui a duré 21 mois et 4 jours. Durant son règne, ROH a eu un show inter-promotionnel avec la Frontier Wrestling Alliance au Royaume-Uni le 17 mai 2003 appelé Frontiers of Honor. Durant ce show, Samoa Joe a renommé le titre en ROH World Championship et l'a défendu contre The Zebra Kid. Depuis, le titre a été défendu dans les pays suivants : Allemagne, Canada, Suisse, Australie, Mexique, Japon, Irlande, Italie, et Espagne.
Le 12 août 2006, le ROH Pure Championship est unifié avec le ROH World Championship après que le ROH Pure Champion Nigel McGuinness perde face au ROH World Champion Bryan Danielson à Liverpool, en Angleterre dans un Title vs. Title Unification match. Ce match avait pour stipulation: Chaque titre peut être perdu par disqualification ou décompte à l’extérieur.
En 2010 la ceinture de ROH World Championship et la ceinture de ROH World Tag Team Championship, ont été redesignées. Sur la nouvelle ceinture de ROH World Championship, il y a un aigle aux ailes déployées sur le monde avec le logo de la ROH au-dessus. Ce nouveau modèle fait également apparaître différents drapeaux de différents pays.
Lors de Supercard of Honor VIII, Adam Cole bat Jay Briscoe et devient Undisputed ROH World Champion en unifiant le titre non officiel ROH Real World Championship de Briscoe avec le ROH World Championship.
En 2015, lors de Best in the World, Jay Lethal remporte le ROH World Championship en battant Jay Briscoe et reste le champion télévisuel de la fédération, ce dernier devenant la seconde personne à détenir deux titres simultanément après Bryan Danielson en 2006. Toutefois, les deux ceintures sont défendues séparément.

## Noms
| Noms                   | Années                     |
| ---------------------- | -------------------------- |
| ROH Championship       | 27 juillet 2002 – mai 2003 |
| ROH World Championship | Mai 2003 – aujourd'hui     |

## Règnes
Le champion inaugural fut Low-Ki, qui a battu Christopher Daniels, Spanky, et Doug Williams dans un Fatal Four Way 60 minute Iron Man match lors de Crowning a Champion en juillet 2002. Samoa Joe détient le record du plus long règne pour ce titre avec 645 jours consécutifs sans perdre sa ceinture. Adam Cole détient le record du nombre de possessions pour ce titre avec 3 règnes.
Le champion actuel est Claudio Castagnoli qui a vaincu Chris Jericho lors de Final Battle (2022). Jay Lethal à le plus grand nombre de jours de règne combinées avec 707 jours.